# Sebastian Schubert
Sebastian Schubert (Hamm, 17 de julio de 1988) es un deportista alemán que compite en piragüismo en la modalidad de eslalon. Ganó una medalla de oro en el Campeonato Mundial de Piragüismo en Eslalon de 2011, en la prueba de K1 por equipos, y 8 medallas en el Campeonato Europeo de Piragüismo en Eslalon entre los años 2009 y 2019.

## Palmarés internacional
| Campeonato Mundial | Campeonato Mundial       | Campeonato Mundial | Campeonato Mundial |
| Año                | Lugar                    | Medalla            | Competición        |
| ------------------ | ------------------------ | ------------------ | ------------------ |
| 2011               | Bratislava (Eslovaquia)  | Medalla de oro     | K1 por equipos     |
| Campeonato Europeo |                          |                    |                    |
| Año                | Lugar                    | Medalla            | Competición        |
| 2009               | Nottingham (Reino Unido) | Medalla de plata   | K1 por equipos     |
| 2010               | Bratislava (Eslovaquia)  | Medalla de plata   | K1 por equipos     |
| 2012               | Augsburgo (Alemania)     | Medalla de plata   | K1 por equipos     |
| 2013               | Cracovia (Polonia)       | Medalla de plata   | K1 por equipos     |
| 2013               | Cracovia (Polonia)       | Medalla de bronce  | K1 individual      |
| 2014               | Viena (Austria)          | Medalla de oro     | K1 por equipos     |
| 2015               | Markkleeberg (Alemania)  | Medalla de oro     | K1 por equipos     |
| 2019               | Pau (Francia)            | Medalla de bronce  | K1 por equipos     |